# Huldenberg
Huldenberg är en kommun i Belgien.   Den ligger i provinsen Flamländska Brabant och regionen Flandern, i den centrala delen av landet, 18 km öster om huvudstaden Bryssel. Antalet invånare är 9 437.
Omgivningarna runt Huldenberg är en mosaik av jordbruksmark och naturlig växtlighet. Runt Huldenberg är det tätbefolkat, med 343 invånare per kvadratkilometer.